# Hoplopheromerus podagricus
Hoplopheromerus podagricus is een vliegensoort uit de familie van de roofvliegen (Asilidae). De wetenschappelijke naam van de soort is voor het eerst geldig gepubliceerd in 1914 door Bezzi.